# Rio Coreaú
O Rio na ponte metálica de Granja.
O rio Coreaú é um rio brasileiro que banha o estado do Ceará.
O rio Coreaú fica situado no Vale do Coreaú nos municípios de Ibiapina, onde fica sua nascente, Frecheirinha, Mucambo, Ubajara, Coreaú, Moraújo, Uruoca, Granja e Camocim, onde deságua no Oceano Atlântico.

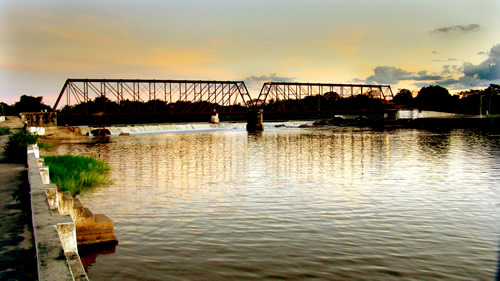
Ponte ferroviária em Granja sobre o Rio Coreaú.

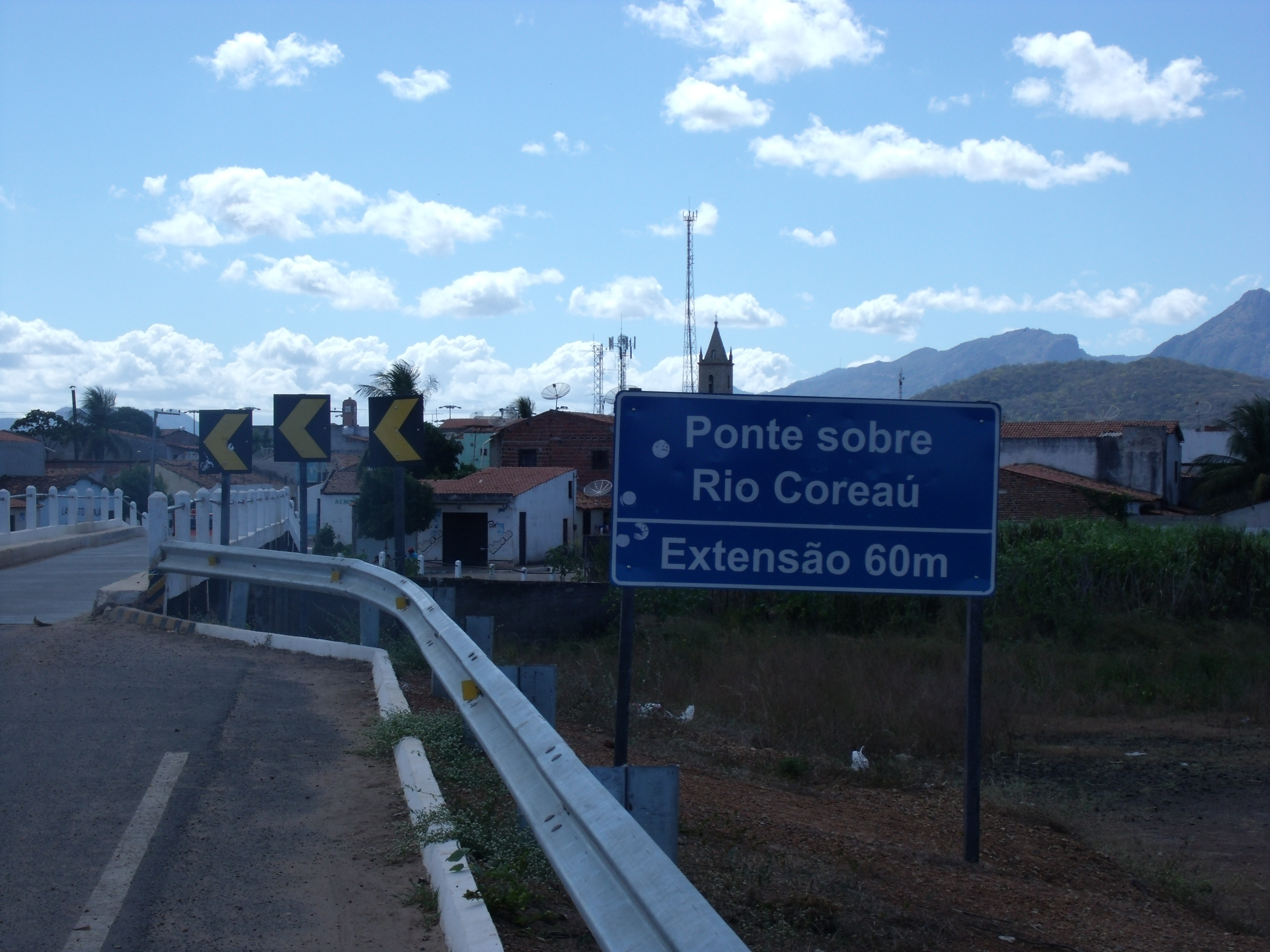
Ponte da CE 240 sobre o Rio Coreaú, no município homônimo

No município de Granja se localiza a Ponte Metálica, originalmente construída pela Estrada de Ferro Sobral, depois Rede de Viação Cearense, aberta ao tráfego ferroviário em 1881 e suprimida na década de 1980 pela Rede Ferroviária Federal, sendo hoje uma travessia para pedestres, ciclistas e automóveis. Seu vão tem 112m e a ponte pesa 450 toneladas. Foi fabricada por Phoenixville Bridge Works, Pensilvânia, nos Estados Unidos, em 1879. Custou ao império 46.000$000 (quarenta e seis contos de reis). Era a maior obra de arte da Estrada de Ferro de Sobral.

## Condições pluviométricas
Está totalmente inserido em uma região de clima semiárido brando e tropical quente subúmido, ou seja, é um rio temporário com débito sujeito às variações pluviométricas típicas da região, que é marcada por um período chuvoso que vai de janeiro a maio e um período seco que vai de junho a dezembro.